# La Dame à l'ombrelle
 (avril 2024).
La mise en forme du texte ne suit pas les recommandations de Wikipédia : il faut le « wikifier ».
Les points d'amélioration suivants sont les cas les plus fréquents :
- Les titres sont pré-formatés par le logiciel. Ils ne sont ni en capitales, ni en gras.
- Le texte ne doit pas être écrit en capitales (les noms de famille non plus), ni en gras, ni en italique, ni en « petit »…
- Le gras n'est utilisé que pour surligner le titre de l'article dans l'introduction, une seule fois.
- L'italique est rarement utilisé : mots en langue étrangère, titres d'œuvres, noms de bateaux, etc.
- Les citations ne sont pas en italique mais en corps de texte normal. Elles sont entourées par des guillemets français : « et ».
- Les listes à puces sont à éviter, des paragraphes rédigés étant largement préférés. Les tableaux sont à réserver à la présentation de données structurées (résultats, etc.).
- Les appels de note de bas de page (petits chiffres en exposant, introduits par l'outil «  Source ») sont à placer entre la fin de phrase et le point final[comme ça].
- Les liens internes (vers d'autres articles de Wikipédia) sont à choisir avec parcimonie. Créez des liens vers des articles approfondissant le sujet. Les termes génériques sans rapport avec le sujet sont à éviter, ainsi que les répétitions de liens vers un même terme.
- Les liens externes sont à placer uniquement dans une section « Liens externes », à la fin de l'article. Ces liens sont à choisir avec parcimonie suivant les règles définies. Si un lien sert de source à l'article, son insertion dans le texte est à faire par les notes de bas de page.
- La présentation des références doit suivre les conventions bibliographiques. Il est recommandé d'utiliser les modèles {{Ouvrage}}, {{Chapitre}}, {{Article}}, {{Lien web}} et/ou {{Bibliographie}}. Le mode d'édition visuel peut mettre en forme automatiquement les références.
- Insérer une infobox (cadre d'informations à droite) n'est pas obligatoire pour parachever la mise en page.

Pour une aide détaillée, merci de consulter Aide:Wikification.
Si vous pensez que ces points ont été résolus, vous pouvez retirer ce bandeau et améliorer la mise en forme d'un autre article.
La Dame à l'ombrelle (The Lady With The Umbrella) est une œuvre de Jacques Joseph dit James Tissot. Elle représente une femme dans un format très vertical, manifestant une inspiration japonaise et anglaise. L'œuvre est présente dans les collections du musée Baron-Martin.

## Contexte
L’auteur du tableau La Dame à l’ombrelle (The Lady With The Umbrella) est Jacques Joseph dit James Tissot, né le 15 octobre 1836 à Nantes.
Il est formé par Louis Lamothe et Hippolyte Flandrin, deux peintres académiques et commence donc sa carrière par des sujets historiques mais il marque un intérêt croissant pour l'Angleterre au point de changer son prénom Jacques-Joseph en James et vient s'installer à St John's Wood, pour fuir la Commune,,. Il s'insère bien dans le milieu artistique londonien ; il travaille la gravure aux côtés de Francis Seymour Haden et devient un proche de James McNeill Whistler tandis que John Ruskin admire son travail,. C'est là qu'il fait la rencontre de Kathleen Newton, une Irlandaise qui deviendra son modèle et sa compagne.
Certaines de ses toiles comme la Dame à l'ombrelle, peinte pendant sa période londonienne, témoignent de son intérêt pour au autre pays, le Japon.

## Description
Cette peinture de James Tissot présente format vertical prononcé. L’artiste y représente Mme Newton vêtue d’une longue robe resserrée à la taille, noire, accessoirisée d’une fleur rouge posée sur son buste. Elle se tient très droite, d’une manière très élégante tenant de sa main droite l’ombrelle jaune et marron. Son autre bras est placé le long du corps. Elle porte un chapeau noir très élégant, avec des détails de dentelle.

## Analyse
Tout dans ce tableau rappelle la passion sincère du peintre pour l’art japonais dont il fut l’un des premiers collectionneurs de son temps. Cela se remarque par la lune dans l’ombrelle symbole de la beauté féminine, par les fleurs rouges du corsage évoquant les plaisirs passés ou à venir, l’ombrelle en papier et la déformation des mains.
L’expression mélancolique et énigmatique de cette femme tant aimée de Tissot dit aussi son goût sincère pour la peinture anglaise contemporaine. La modernité du peintre est patente dans le fond abstrait sur lequel s’enlève la jeune femme et permet, comme dans les estampes japonaises, de faire le lien avec l’univers.
La Dame à l’ombrelle est peut-être l’œuvre la plus japonisante de Tissot ; son format vertical est inspiré des impressions japonaises ainsi que le thème de la peinture. Sa tenue pourrait être décrite comme « parisienne » et c’est bien ce que Tissot recherchait lorsqu’il a choisi la tenue de son modèle pour cette peinture.